# 何塞·曼努埃尔·博特利亚·克雷斯波
何塞·曼努埃尔·博特利亚·克雷斯波（西班牙語：José Manuel Botella Crespo，1949年7月16日—2021年1月22日），西班牙政治人物，曾任众议院议员。

## 生平
1949年生于马德里，之后在巴伦西亚担任外科医师。他最初加入自由党，后并入人民联盟，1986年当选众议院议员，曾任社会政策和劳工委员会委员、教育与文化委员会委员。1991年至2003年，担任巴伦西亚议会议员。1997年至2013年，担任巴伦西亚商会主席。2003年6月，他被任命为巴伦西亚自治区政府卫生健康委员会托雷维耶哈事务专员。2021年1月22日逝世。